# Ferdinand Brunetière
Ferdinand Brunetière (Tolone, 19 luglio 1849 – Parigi, 9 dicembre 1906) è stato uno scrittore e storico francese.

## Biografia
Figlio di un ispettore generale della marina, nacque a Tolone e frequentò dapprima gli istituti scolastici a Marsiglia, e successivamente il Lycée Louis-le-Grand di Parigi.
Dal 1886 incominciò la sua carriera di insegnante di lingua e letteratura francese presso la École normale supérieure, dopo che qualche anno prima aveva fallito le prove di selezione per lo stesso incarico.
Dopo la pubblicazione dei suoi articoli sulla rivista Revue Bleue, allacciò contatti e collaborazioni sempre più impegnative con la Revue des Deux Mondes, fino ad assumerne il ruolo di direttore nel 1893.
Ottenne il prestigioso riconoscimento della Legion d'onore durante l'annata 1887, e divenne membro dell'Académie française nel 1893.
Brunetière si convertì in tarda età al cattolicesimo, evidenziò simpatie politiche per il movimento conservatore e venne definito con il titolo di "Boileau del XIX secolo" per il suo classicismo ferreo.

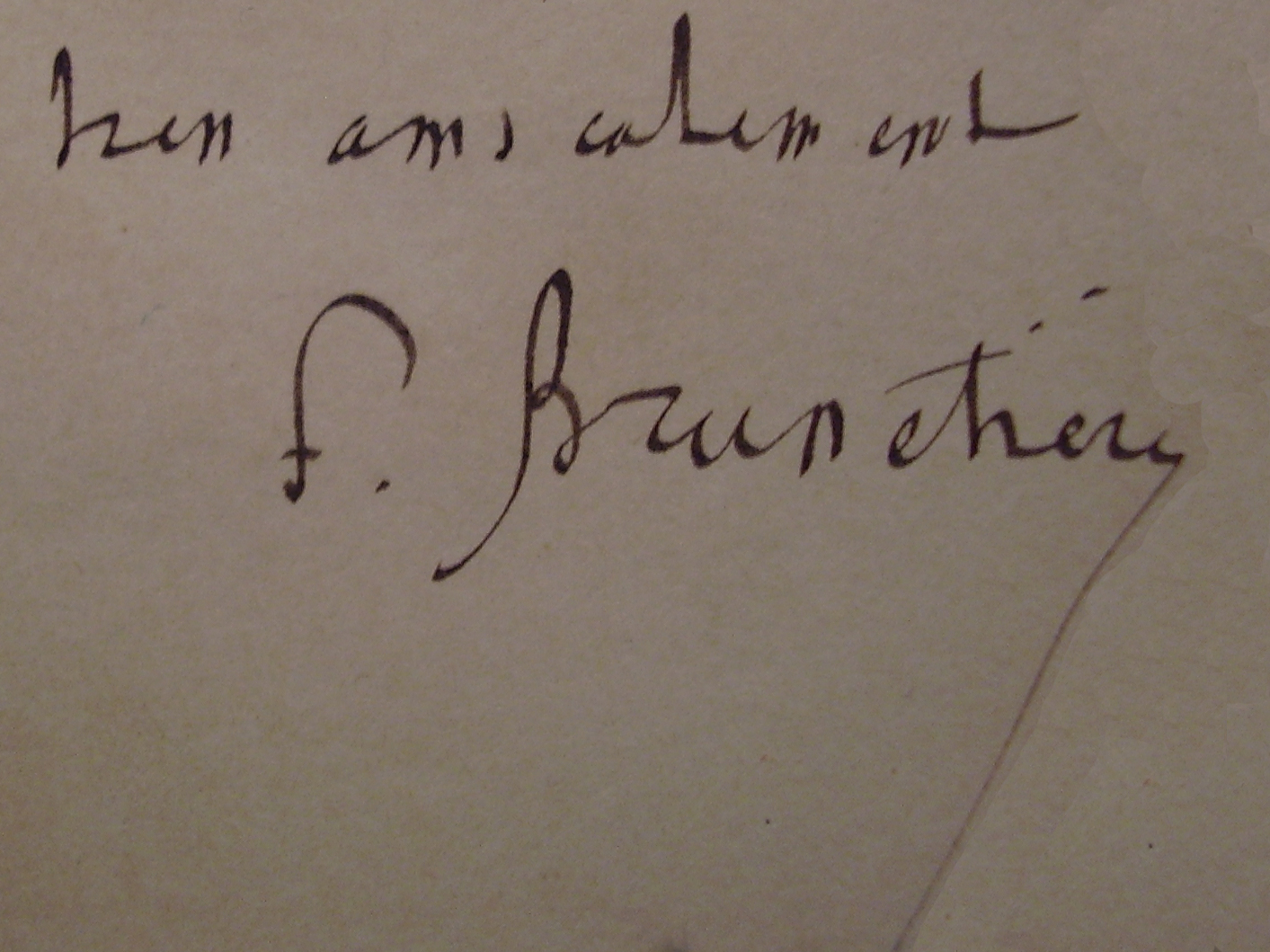
Autografo di Ferdinand Brunetière

Tra i suoi lavori letterari spiccarono i suoi studi storici letterari che compresero soprattutto il suo Manuel de l'histoire de la littérature française del 1887, di rilevanza europea, esteso e rielaborato nella Histoire de la littérature françoise del 1895, nel quale avallò la teoria dell'evoluzione dei generi letterari. Apparve evidente l'influenza darwiniana ed il tentativo eseguito da Brunetière di applicare nell'ambito della storia letteraria i metodi delle scienze naturali. Il conseguente modello critico deterministico e schematistico proposto dallo storico tese a focalizzare l'attenzione più sui generi e sulle scuole letterarie che sull'approfondimento della personalità dei singoli poeti.
Questo approccio metodologico apparve esemplificato chiaramente nei sei volumi della Études critiques sur l'histoire de la littérature française (1880-1925), riguardanti la storia della letteratura francese, e nel primo volume dell'opera intitolata L'Evolution de la poesie lyrique en France au dixneuvième siècle del 1894.
Brunetière applicò il suo metodo naturalistico anche ai suoi studi di critica letteraria come evidenziato nei trattati: Histoire et Littérature, in tre volumi (1884), Questions de critique (1888), L'évolution de la critique (1890), Le Roman naturaliste (1892).
Gli ultimi suoi studi riguardarono una serie di approfondimenti sulla evoluzione della lirica dei poeti francesi durante il X secolo, una storia della letteratura classica transalpina (1904), una monografia incentrata su Honoré de Balzac (1906), e vari pamphlet polemici su questioni naturali, etiche, educative, scientifiche e religiose.
Oltre a questi lavori meritarono una menzione i suoi Discours académiques (1901), i Discours de combat (1903), L'Action sociale du Christianisme (1904), Sur les chemins de la croyance (1905).
Se durante tutta la sua carriera, lo studioso evidenziò non solamente l'elemento positivistico inficiato dall'ostilità verso alcuni aspetti dello scientismo dominante, ma anche una incombente preoccupazione morale, negli ultimi anni di vita effettuò una decisa svolta verso la conversione al cattolicesimo e manifestò contrarietà per le opere di Émile Zola (Le Roman naturaliste).

## Principali pubblicazioni
- Études critiques sur l’histoire de la littérature française (1849-1906), 8 volumi, 1880-1907 ;
- Le Roman naturaliste, 1883 ;
- Histoire et littérature, 3 volumi, 1884 ;
- Questions de critique, 1888 ;
- Nouvelles questions de critique, 1890 ;
- Évolution de la critique, 1890 ;
- Évolution des genres dans l’histoire de la littérature, 2 volumi, 1890 ;
- Epoques du théâtre français (1636-1850), 2 volumi, 1891-1892 ;
- Histoire de la littérature française classique (1515-1830), 4 volumi, 1891-1892 ;
- Essais sur la littérature contemporaine, 1892 ;
- Évolution de la poésie lyrique en France au dix-neuvième siècle, 2 volumi, 1892-1894 ;
- Nouveaux essais sur la littérature contemporaine, 1895 ;
- Bases de la croyance, 1896 ;
- La renaissance de l'idéalisme, 1896 ;
- Manuel de l’histoire de la littérature française, 1898 ;
- Discours académiques (1894-1900), 1901 ;
- Les raisons actuelles de croire, 1901 ;
- Victor Hugo, 2 volumi, 1902 ;
- Variétés littéraires, 1904 ;
- Cinq lettres sur Ernest Renan, 1904 ;
- Sur les chemins de la croyance, 1904 ;
- Honoré de Balzac, 1799-1850, Calmann-Lévy, Parigi, 1906;
- Discours de combat, 3 volumi ;

Scritti postumi
- Lettres de combat, 1912.